# John Carnegie, I conte di Northesk
John Carnegie (... – 8 gennaio 1667) è stato un nobile scozzese.

Earls of Northesk

Nel corso della guerra dei tre regni sostenne la causa realista.

## Biografia
Carnegie nacque da David Carnegie e Eupheme Wemyss, una discendente di Henry Sinclair, III Lord Sinclair ed era fratello minore di David Carnegie, I conte di Southesk. Visse nel castello di Inglismaldie.
Nel 1647 Carnegie era già stato investito conte di Ethie e Lord Lour, ma rinunciò a quei titoli in favore dell'investitura del 25 ottobre 1666. Mentre era conte di Ethie, fu multato di 6.000 £ per effetto dell'Atto di Grazia di Cromwell.
Carnegie morì l'8 gennaio 1667.

## Famiglia
Si sposò due volte, la prima con Magdalen Haliburton (nata ca. 1580 - 1650), figlia di Sir James Haliburton, la seconda con Margery Maule, figlia di Andrew Maule, il 29 aprile 1652. on la sua prima moglie ebbe sei figli:
- David Carnegie, II conte di Northesk (n. prima del 1627 - 12 dicembre 1679)
- John Carnegie (sposato con Margaret Erskine, figlia di Sir Alexander Erskine di Dun)
- Anna Carnegie (sposata con Patrick Wood, figlio di Sir Henry Wood di Bonnington)
- Marjorie Carnegie (sposata la prima volta con James Scott, figlio di Sir John Scott di Scotstarvit, la seconda volta con John Preston di Aldrie)
- Jean Carnegie (sposata la prima volta con Alexander Lindsay, figlio del II Lord Spynie, la seconda volta con John Lindsay di Edzell)
- Magdalene Carnegie (sposata con William Graham di Claverhouse)